# Blek bågmossa
Blek bågmossa (Pseudoleskea incurvata) är en bladmossart som beskrevs av Leopold Loeske 1911. Blek bågmossa ingår i släktet Pseudoleskea och familjen Leskeaceae. Enligt den finländska rödlistan är arten nära hotad i Finland. Artens livsmiljö är andra klippor. Inga underarter finns listade i Catalogue of Life.